# Periscyphis pilosus
Periscyphis pilosus är en kräftdjursart som beskrevs av Arcangeli1939. Periscyphis pilosus ingår i släktet Periscyphis och familjen Eubelidae. Inga underarter finns listade i Catalogue of Life.